# Ernest Wettin (arcybiskup Magdeburga)
Ernest (ur. 26 czerwca 1464, zm. 3 sierpnia 1513 w Halle) – arcybiskup Magdeburga od 1476 z dynastii Wettinów.
Był synem księcia–elektora saskiego Ernesta Wettina i Elżbiety, córki księcia bawarskiego Albrechta III. Od dzieciństwa był przeznaczony do stanu duchownego, już w wieku niespełna 12 lat uzyskał nominację na arcybiskupa magdeburskiego (wyświęcony jednak został dopiero w 1489, po osiągnięciu odpowiedniego wieku). W 1479 został ponadto administratorem biskupstwa Halberstadt. Działania te były elementem polityki jego ojca, który pragnął powiększyć znaczenie rodu Wettinów i umocnić jego wpływy we wschodniej części Cesarstwa, a w okresie dzieciństwa swojego syna sprawując faktyczną władzę w obu diecezjach. Realizując tę politykę Ernest pokonał opór miast i umocnił zwierzchność biskupią w Halle i Magdeburgu. W 1493 wygnał Żydów za mury Magdeburga.
Gorliwie wypełniał swoje religijne obowiązki (w przeciwieństwie do wielu innych dostojników tego czasu), hojnie wyposażał kościoły na terenie swojej diecezji. Do najcenniejszych dzieł sztuki jego fundacji należy ukończona już w 1495 tumba grobowa samego Ernesta w katedrze magdeburskiej, wykonana z brązu przez Petera Vischera starszego. Wybudował także zamek Moritzburg w Halle (stanowiący symbol jego władzy nad tym miastem).